# Вооружённые силы Ганы
Вооружённые силы Ганы (англ. Ghana Armed Forces) — военная организация Ганы, предназначенная для обороны Республики, защиты свободы и независимости государства, одно из важнейших орудий политической власти.

## История

### Внутренние операции
ВС Ганы были сформированы в 1957 году. Генерал-майор Стефан Оту был назначен министром обороны в сентябре 1961 года. С 1966 года, ВСГ активно вовлекаются в политику, возглавляя ряд переворотов. Кваме Нкрума был первым премьер-министром государства с момента обретения ею независимости. Во время своего правления он предпринял ряд мер, ограничивших власть военных в государстве, включая создание и расширение личной охраны президента.
Данные меры привели к вооруженному восстанию 1966 года, организованному военнослужащими и направленному против режима Кваме Нкрумы. Власть перешла к Совету Народного Освобождения, который руководил Ганой с 1966 года до 1969 год.
Второй переворот ВСГ совершили в 1972 году, когда возрожденное гражданское правительство урезало привилегии военных. Подполковник Игнатиус Куту Ачампонг возглавил бескровное восстание 1972 года, и стал главой Совета Национального Спасения. 9 октября 1975 года Совет Национального Спасения был реорганизован в Высший Военный Совет в составе 7 чинов армии и полиции, который также возглавил Ачампонг.

### Внешние конфликты
ВСГ принимали участие в вооруженных операциях на Балканах, войне в Косово, геноциде в Руанде, гражданской войне в Либерии. Операции в Азии помимо прочих включают в себя Иран и Ирак во время Ирано-Иракского конфликта, Ливан и Кувейт.

## Общие сведения
| Вооружённые силы Ганы                                           | Вооружённые силы Ганы |
| --------------------------------------------------------------- | --- |
| Виды вооружённых сил:                                           | Вооружённые силы Ганы Сухопутные войска (англ. Ghana Army) Военно-морской флот (англ. Ghana Navy) Военно-воздушные силы (англ. Ghana Air Force)                            |
| Призывной возраст и порядок комплектования:                     | Вооружённые силы Ганы комплектуются исключительно на контрактной основе, лицами мужского пола достигшими 18-ти лет. Принудительное рекрутирование граждан не практикуется. |
| Человеческие ресурсы, доступные для воинской службы:            | мужчины в возрасте 16-49: 6,268,191 женщины в возрасте 16-49: 6,194,339 (2010 оценочно)                                                                                    |
| Человеческие ресурсы, пригодные для воинской службы:            | мужчины в возрасте 16-49: 4,136,406 женщины в возрасте 16-49: 4,220,761 (2010 оценочно)                                                                                    |
| Человеческие ресурсы, ежегодно достигающие призывного возраста: | мужчины: 267,896 женщины: 260,992 (2010 оценочно) |
| Военные расходы — процент от ВВП:                               | 1.7 % (2006) 90 место в мире |

## Состав вооружённых сил

### Сухопутные войска

#### Боевой состав
•	Северное командование со штаб-квартирой в Кумаси и Южное командование со штаб-квартирой в Аккре. В марте 2000 года эти два командования были сформированы после реструктуризации. 
•	6 пехотных батальонов: 3-й, 4-й и 6-й в составе Северного командования, 1-й, 2-й и 5-й в Южном командовании;
•	2 воздушно-десантных соединения, подчиняющихся Северному командованию;
•	1 батальон по обеспечению безопасности руководства страны (ранее известный как полк президентской гвардии);
•	1 учебный батальон;
•	персонал военного колледжа;
•	2 инженерных полка (48-й и 49-й);
•	1 артиллерийский полк (66-й)
•	1 Логистика Группа.

### Военно-воздушные силы

#### Техника и вооружение
Личный состав вооружённых сил Ганы принимает участие в миротворческих операциях ООН (потери Ганы во всех операциях ООН с участием страны составили 147 человек погибшими).